# Vojtěch Říhovský

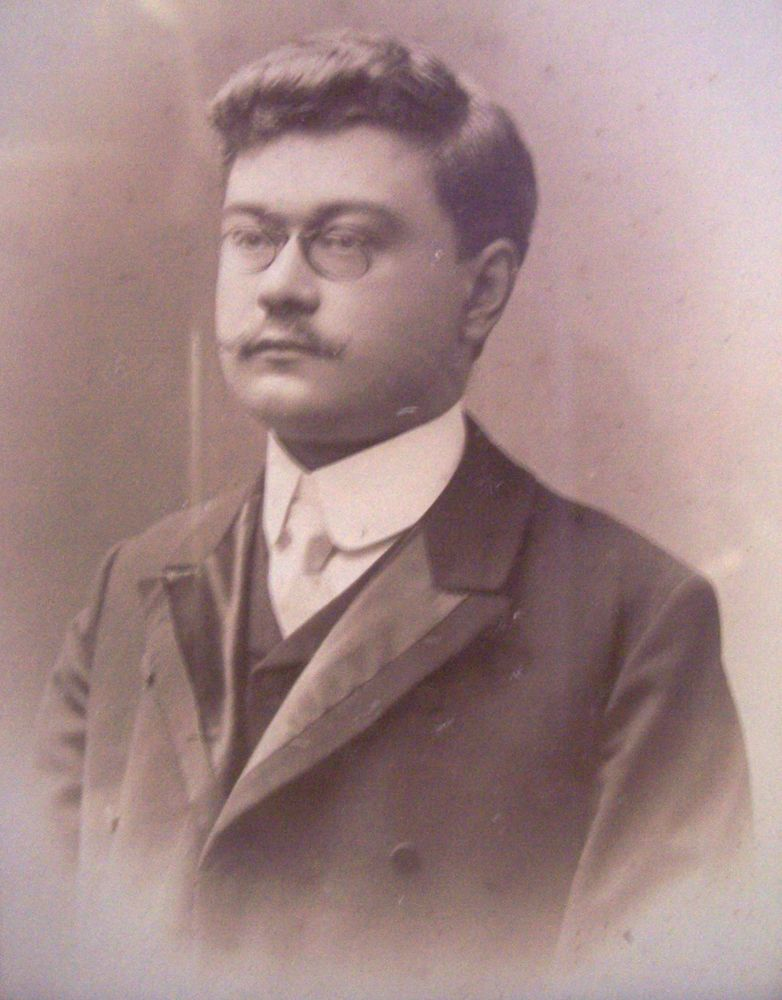
Vojtěch Říhovský

Vojtěch (Adalbert) Říhovský (* 21. April 1871 in Dub nad Moravou; † 15. September 1950 in Prag) war ein tschechischer Musiker und Komponist.

## Leben
Nach seinem Studium in Prag arbeitete Říhovský als Organist, Chorleiter, Geiger, Bratschist und Berater eines Verlagshauses. Besonders bekannt wurde er für seine zahlreichen Kompositionen im kirchenmusikalischen Bereich. Er veröffentlichte aber auch unterhaltsame Musik unter seinem Pseudonym V. R. Dubsky, wobei „Dubsky“ als „aus Dub [nad Moravou]“ übersetzt werden kann und dieser Name folglich als „Vojtěch Říhovský aus Dub nad Moravou“ zu deuten und zu verstehen sein dürfte.
Říhovský komponierte mehr als 300 Werke, darunter zahlreiche Messen und fünf Vertonungen des lateinischen Requiems.

## Werke

### Als Vojtěch (Adalbert) Říhovský
- Requiem d-Moll, op. 5
- Ego sum panis vivus - Motetta facilla de Ss. Sacramento, op. 30
- Missa brevis et facilis, op. 32
- Missa in honorem sancti Joannis Nepomuceni, op. 92 (für Chor und Orchester) (1890/1930)
- Missa loretta (für Chor und Orchester)
- Präludienbuch - 200 Vor-, Zwischen- und Nachspiele in allen Tonarten (für Orgel)

### Als V. R. Dubsky
- Na zlate strune (Oh goldene Saite) (musikalische Miniaturen) (1910)